# 1942 v letectví
Tento článek obsahuje seznam událostí souvisejících s letectvím, které proběhly roku 1942.

## Události

### Duben
- 18. dubna – plukovník James Doolittle vede první americký útok na japonskou pevninu. 16 dvoumotorových bombardérů B-25 Mitchell startuje z letadlové lodi USS Hornet proti cílům v Tokiu.

### Květen
- 4.–8. května – probíhá bitva v Korálovém moři mezi americkými a japonskými letadlovými loděmi. Střetnutí končí taktickým japonským vítězstvím, ale strategickým americkým vítězstvím.

### Červen
- 4.–7. června – probíhá bitva u Midway mezi americkými a japonskými letadlovými loděmi. Střetnutí končí jasným americkým vítězstvím, když jsou potopeny 4 japonské letadlové lodě a jen jedna americká. Bitva je považována za bod obratu ve válce v Tichomoří.
- 23. června – Britové získali obávanou stíhačku Focke-Wulf Fw 190, Armin Faber po souboji s Františkem Trejtnarem přistál ve Walesu

### Červenec
- 18. července – prototyp Messerschmittu Me 262 poprvé vzlétá jen pomocí proudových motorů. Při předchozích letech byl poháněn pístovým motorem.

### Září
- 30. září – je zabit Hans-Joachim Marseille, německé stíhací eso se 158 vítězstvími

## První lety
- Aiči E16A
- Bell XP-76
- Consolidated XB-41 Liberator
- Hindustan Aircraft G-1
- Ščerbakov Šče-2

### Leden
- Slingsby Hengist
- 7. ledna – Supermarine Seafire
- 14. ledna – Sikorsky XR-4

### Únor
- 23. února – Polikarpov ITP
- 27. února – Blackburn Firebrand

### Březen
- Focke-Achgelis Fa 330, německý rotorový drak
- Lavočkin La-5
- 20. března – Micubiši J2M, japonský stíhací letoun
- 27. března – General Aircraft Hamilcar, britský kluzák

### Duben
- 14. dubna – Macchi C.205
- 24. dubna – North American XB-28 Dragon
- 30. dubna – Fiat G.55

### Květen
- Aiči B7A, japonský torpédový a střemhlavý bombardér
- Waco CG-4, americký transportní kluzák
- 9. května – Reggiane Re.2005
- 15. května – Berezňak-Isajev BI-1
- 26. května – Northrop XP-61
- 29. května – CAC Boomerang

### Červen
- 23. června – Martin XPB2M-1 Mars
- 26. června – Grumman XF6F

### Červenec
- 5. července – Avro York
- 10. července – Douglas A-26 Invader
- 16. července – Junkers Ju 290
- 21. července – Petljakov Pe-4

### Září
- Boeing YB-40
- 2. září – Hawker Tempest
- 7. září – Consolidated B-32 Dominator
- 12. září – Miles Messenger
- 21. září – Boeing XB-29

### Říjen
- 1. října – Bell P-59 Airacomet

### Listopad
- 1. listopadu – Westland Welkin
- 11. listopadu – Lockheed XP-49
- 15. listopadu – Heinkel He 219

### Prosinec
- Messerschmitt Me 264
- 7. prosince – Bell XP-63, prototyp stíhacího letounu Bell P-63 Kingcobra
- 27. prosince – Kawaniši N1K, japonský stíhací letoun
- 27. prosince – Micubiši Ki-67